# Getting That Girl
Getting That Girl è un film del 2011 diretto da Nathanael Coffman.

## Trama
A causa del lavoro del padre, la bella ed intelligente, Mandy Meyers è costretta a cambiare scuola negli ultimi giorni del suo ultimo anno di liceo. In breve tempo la ragazza diventa oggetto d'attenzione delle studentesse più belle e crudeli della scuola, di un fumatore apatico ma carismatico e anche di un attraente e famoso giocatore di football.

## Citazioni
- In una scena del film Jini dice a Mandy "Questa non è più Washington, Dorothy. Questa è LA!" citando così Il mago di Oz.
- Andy si strofina la mousse tra i capelli come Bobby Keller in Un piccolo sogno.
- Ferrat sbuccia e mangia una banana mentre dice ad Andy che è okay essere impotenti come nel film I fratelli McMullen.
- Ferrat taglia e incolla insieme un collage di ritagli di riviste pornografiche, proprio come ha fatto Caleb nel film Choose Connor con riviste pornografiche omosessuali.